# Садриев, Салават Нурисламович
{{hangon}}
Салава́т Нурисла́мович Садриев (тат. Салават Нурислам улы Садриев; род. 4 июля 1964, Туймазы, Туймазинский район, Башкирская АССР, РСФСР, СССР) — заслуженный лётчик-испытатель Российской Федерации, начальник лётной службы АО «Национальный центр вертолётостроения имени М. Л. Миля и Н. И. Камова», полковник. Участвовал в войне в Афганистане в 1987—1988 годах.

## Биография
В 1985 году окончил Саратовское высшее военное авиационное училище летчиков. Проходил службу в Дальневосточном военном округе.
Участвовал в войне в Афганистане в 1987—1988 годах. Выполнил на вертолете Ми-8 более 600 боевых вылетов в составе 335-го отдельного боевого вертолетного полка (Джеллабад). Награждён орденами «Красная Звезда» и «За службу Родине в ВС СССР» III-й степени, медалями.
В 1995 году окончил Военно-Воздушную Академию им. Ю. А. Гагарина, затем Центр подготовки лётчиков-испытателей им. В. П. Чкалова (ЦПЛИ), 1997 год.
В 2000 году проводил испытание вертолёта Ми-8 МТКО в боевых условиях, принимал участие в боевых действиях, выполняя задачи по воздушной разведке (Чечня, Северокавказский конфликт).
С 2003 года — лётчик-испытатель ОАО «Московский вертолётный завод имени М. Л. Миля». Участвует в сертификационных испытаниях вертолета Ми-38, является ведущим лётчиком-испытателем модернизированной версии Ми-171А2.
В августе 2012 года в установил на Ми-38 три мировых рекорда в рамках 14-го чемпионата мира по вертолётному спорту: рекорд высоты полёта без груза (8600 м), рекорды времени набора высоты 3000 м и 6000 м.
10 сентября 2012 года на аэродроме ОАО «МВЗ им. М. Л. Миля» Ми-38 установил рекорд подъёма коммерческого груза 2000 кг на высоту 7020 м.
За период летной работы Салават Садриев освоил вертолёты типа Ми-2, Ми-8, Ми-24, Ми-26, Ми-34, Ми-28Н, Ми-38 и их модификации, а также Ка-32, Ка-52, «Ансат» и самолет Л-39.
Как лётчик-испытатель проводил обучение военных пилотов Чехии и Венесуэлы.
5 августа 2011 года Указом Президента Российской Федерации № 1049 присвоено звание «Заслуженный лётчик-испытатель».
20 апреля 2022 года Указом Президента награждён Орденом Мужества.